# نصف دولار مركز سينسيناتي الموسيقي
نصف دولار مركز سينسيناتي الموسيقي هو قطعة تذكارية بقيمة 50 سنتًا سُكت بواسطة مكتب دار سك العملة الأمريكي في عام 1936. انتجت بغرض مُعلن، هو إحياء الذكرى الخمسين لمدينة سينسيناتي بولاية أوهايو كمركز للموسيقى، وصممها توماس جي ميليش، أحد المتحمسين للعُملات المعدنية الذي كان يسيطر على المجموعة التي سُمح لها بشراء الإصدار بالكامل من الحكومة، الذي أعاد بيع القطع بأسعار مرتفعة.
وافق الكونغرس على التشريع الخاص بالعُملة في 31 مارس/أذار 1936، مما سمح بضرب 15 ألف قطعة في دور سك العُملة الثلاثة العاملة في ذلك الوقت. واستأجر ميليش النحاتة كونستانس أورتمير لتصميم العُملة، لكن لجنة الفنون الجميلة رفضت التوصية بالتصاميم. اعترض الأعضاء على تصوير ستيفن فوستر على الوجه الأمامي، ولم يجدوا أي صلة بين فوستر، الذي توفي في عام 1864، والذكرى السنوية المفترضة. مع ذلك، وافق على التصاميم من قِبل مكتب دار السك، و صدر 5000 مجموعة من دور السك الثلاث وبيعها لمجموعة ميليش، المشتري الوحيد المعتمد.
من المرجح إن ميليش احتفظ بمعظم الإصدار لإعادة بيعه في وقت لاحق، مع توفر عدد قليل من القطع، ارتفعت أسعار المجموعة بشكل كبير، لتصل إلى أكثر من خمسة أضعاف سعر الإصدار. انخفضت القيمة إلى حد ما عندما ازدهرت صناعة العُملات التذكارية في أواخر عام 1936، لكنها تعافت بسرعة وأصبحت العُملات ذات قيمة كبيرة اليوم. تعرض ميليش لهجوم من قبل كتاب العملات بسبب جشعهُ.

## بداية
نتيجة للإصدارات ذات الكميات القليلة من العُملات التي ارتفعت قيمتها، شهد سوق العملات التذكارية الأمريكية ارتفاعًا حادًا في عام 1936. حتى عام 1954، بيعت كامل سك هذه الإصدارات من قِبل الحكومة بالقيمة الاسمية لمجموعة مفوضة من قبل الكونغرس، التي حاولت بعد ذلك بيع العُملات المعدنية لتحقيق ربح للجمهور. وبعد ذلك، وصلت القطع الجديدة إلى السوق الثانوية، في أوائل عام 1936 بيعت جميع القطع التذكارية السابقة بسعر أعلى من أسعار إصدارها. جذبت الأرباح السهلة الواضحة التي يمكن تحقيقها من خلال شراء واقتناء العُملات التذكارية العديد من الأشخاص إلى هواية جمع العملات المعدنية، حيث سعوا إلى شراء الإصدارات الجديدة. من بين القطع التي ضُربت مؤخرًا التي زادت قيمتها كانت نصف دولار Old Spanish Trail لعام 1935. صدرت هذه القطعة بناءً على طلب LW Hoffecker، هو رجل أعمال وتاجر عُملات من تكساس، الذي خصص خمس العُملات المعدنية التي سُكت التي بلغ عددها 10000 قطعة لنفسه وباعها حتى أواخر الأربعينيات من القرن العشرين، حيث كان يشغل منصب رئيس الجمعية الأمريكية لعلم العملات (ANA). في عام 1936، أصدر الكونغرس تصريحًا بإصدار عدد كبير من العُملات التذكارية؛ وصدر ما لا يقل عن خمسة عشر عُملة تذكارية للمرة الأولى. بناءً على طلب المجموعات المخولة بشرائها، اعيد إنتاج العديد من العُملات المعدنية التي سُكت في السنوات السابقة، التي يعود تأريخها إلى عام 1936، ومن بينها نصف دولار أوريغون تريل التذكاري، الذي سُك لأول مرة في عام 1926.

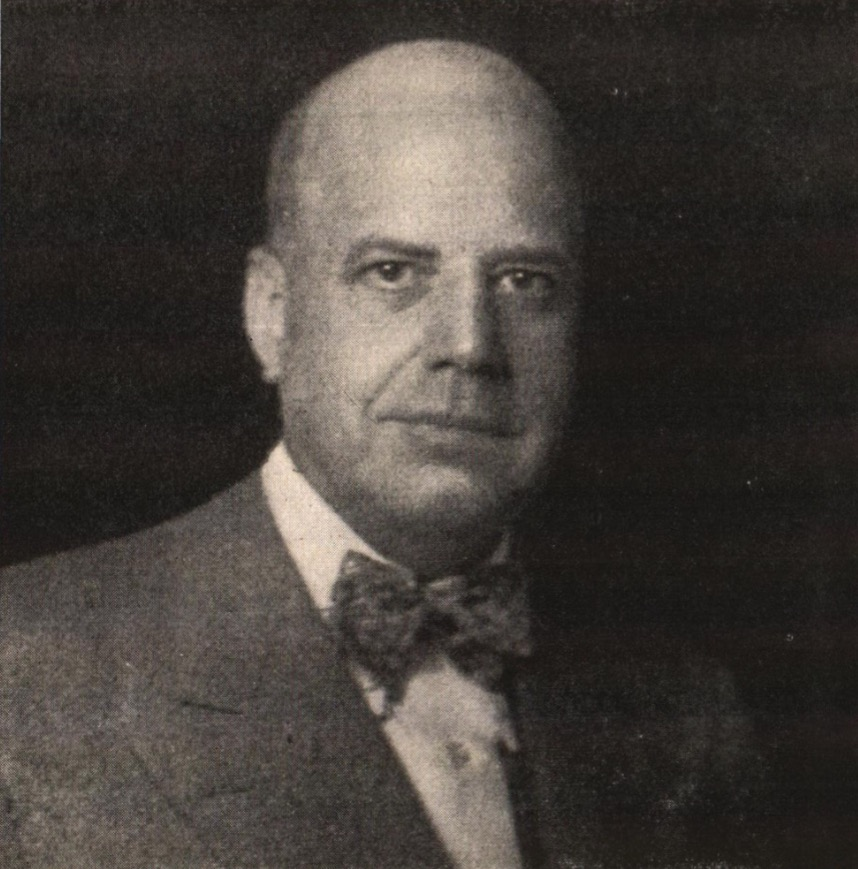
توماس ج. ميليش

توصل توماس جي ميليش، هو جامع عُملات و رجل أعمال من سينسيناتي، إلى فكرة عُملة تذكارية يستطيع التحكم فيها والاستفادة منها. كان ميليش رجل أعمال بارزًا ورث شركة برومويل واير. أسس جمعية العُملات التذكارية لمركز سينسيناتي الموسيقي، نجح في تأمين تقديم مشروع القانون رقم 10264 في 31 يناير 1936. كان من المفترض أن يوفر هذا القانون 10 آلاف قطعة نقدية من دار سك العملة في فيلادلفيا، 2000 قطعة نقدية من دار سك العُملة في دنفر، و 3000 قطعة نقدية من دار سك العملة في سان فرانسيسكو. كان من شأن هذا العدد المنخفض من العُملات أن يجعل عُملة دنفر نادرة بشكل كبير، مما كان من شأنه أن يزيد من أرباح ميليش. في 17 فبراير/شباط، أوصت لجنة مجلس النواب المعنية بالعملات، الأوزان و المقاييس بتعديل القانون بحيث ينص على إصدار إجمالي 15 ألف قطعة نقدية دون تحديد دار أو دور سك العُملات التي ينبغي سكها. أشارت تلك اللجنة، في تقريرها المرفق بمشروع القانون، إلى إن القطعة كانت "إحياءً للذكرى السنوية الخمسين (الذهبية) لمدينة سينسيناتي بولاية أوهايو كمركز للموسيقى، و مساهمتها في مهرجان مايو السنوي في فن الموسيقى على مدى السنوات الخمسين. كان ميليش، من خلال النفوذ السياسي، قادرًا على الاحتفاظ بالشرط الذي يقضي بضربها "في دور السك"، مما يسمح بضربها في جميع دور السك الثلاث. كانت هذه هي المرة الأخيرة التي مُرر فيها مشروع قانون سك النقود في الكونغرس في ثلاثينيات القرن العشرين بهذه الصياغة- كانت الإصدارات اللاحقة مقتصرة على دار سك واحدة.
أقر الكونغرس مشروع القانون، ووقعه الرئيس فرانكلين روزفلت في 31 مارس/أذار 1936. كانت هذه القطع لتكريم "الذكرى السنوية الخمسين لمدينة سينسيناتي بولاية أوهايو كمركز للموسيقى، و مساهمتها في فن الموسيقى على مدى السنوات الخمسين الماضية". استنتج أنتوني سوياتيك ووالتر برين، في مجلدهما عن العُملات التذكارية، إن "الضغوط التي مارستها الجمعية المذكورة أعلاه على الكونغرس أدت إلى إقرار القانون".

## التحضير والجدل
تعاقد ميليش مع كونستانس أورتمير لتصميم العُملة المعدنية. تذكر أورتماير لاحقًا، "لقد أوصوني بذلك، لقد جاء شخص ما عبر سينسيناتي... كانوا يبحثون فقط عن شخص ما لذلك أوصوا بي". يبدو أن أورتماير أعد تصميمًا قبل إقرار مشروع القانون من قبل الكونغرس، حيث كتب ميليش إلى مساعدة مدير دار سك العملة ماري مارجريت أوريلي في 4 أبريل/نيسان 1936، إن التصميم الأصلي "يفتقر إلى التميز و الجدارة الفنية"و أن أورتماير سيعيد تصميم العُملة. كتب مرة أخرى في 7 مايو، متسائلاً عما إذا كان التصميم الجديد لأورتماير مرضيًا. وقد قُدمت النماذج إلى لجنة الفنون الجميلة، التي كانت مُكلفة منذ عام 1921 بتقديم المشورة بشأن تصميم العُملات المعدنية، على الرغم من إن الحكومة لم تكن ملزمة باتباع توصياتها. في 13 مايو، كتب رئيس مجلس الإدارة تشارلز مور إلى مديرة دار سك العُملة نيللي تايلو روس، مانعًا الموافقة.

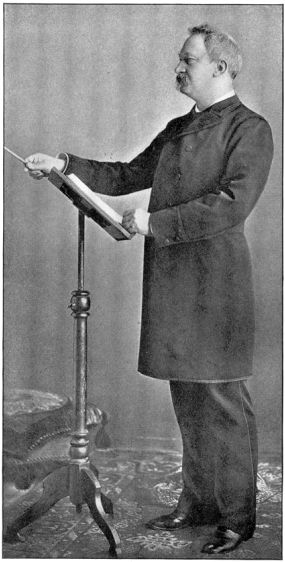
ثيودور توماس

تلا مور الغرض المُعلن من العُملة، و هو إحياء الذكرى الخمسين لسينسيناتي كمركز للموسيقى، أشار إلى أن الوجه يصور ستيفن فوستر، الملحن و كاتب الأغاني- الذي توفي عام 1864، في حين لم تكن سينسيناتي مشهورة كمركز للموسيقى حتى عام 1873 على الأقل. "إن اللجنة عاجزة عن الربط بين الذكرى الخمسين في عام 1936 و حركة بدأت في عام 1873." و اعترف مور بأن فوستر عاش في سينسيناتي، و لكن لفترة وجيزة فقط أثناء عمله كمحاسب، جاءت مساهماته الرئيسية في الموسيقى الأمريكية في وقت لاحق، عندما عاش في بيتسبرغ و في مدينة نيويورك. علاوة على ذلك، كانت العُملة المعدنية لإحياء ذكرى مساهمات سينسيناتي في فن الموسيقى، كان فوستر "مغنيًا أمريكيًا، لكنه لم يُقدم أي مساهمة للموسيقى كفن". شعر مور إنه إذا كان هناك من ينبغي تصويره، فيجب أن يكون ثيودور توماس، الذي أدار مهرجان سينسيناتي مايو منذ بدايته في عام 1873 و أصبح في عام 1878 مدير كلية سينسيناتي للموسيقى. صرح بأن "ثيودور توماس كان، من الناحية الفنية، مؤسس سينسيناتي كمركز موسيقي. وينبغي أن تظهر صورته على أي عُملة تذكارية لسينسيناتي "كمركز للموسيقى".
في 16 مايو، ذكرت صحيفة سينسيناتي إنكوايرر إن توماس سوف يَظهر على العُملة المعدنية، و ليس فوستر. كما ذكرت الصحيفة الجدل الذي دار أمام لجنة الفنون الجميلة، حيث سافر ميليش إلى واشنطن في اليوم السابق، أعلن إنه لا يعترض على التغيير. في يوم 16 مايو أيضًا، اتصل ميليش هاتفيًا بلي لوري، النحات العضو في اللجنة. تُشير ملاحظات ميليش إلى أن اعتراض مور كان نيابة عن أليس روزفلت لونجوورث و عائلة لونجوورث، الذين وظفوا توماس لقيادة مهرجان مايو، و الذين أرادوا توماس على العُملة، على الرغم من أن (لوري) قال: "يبدو توماس مثل حيوان الفظ و سيكون من الصعب جدًا صنع رأس منه". كان ميليش متمردًا، حيث صرح بأنه يعرف أيضًا أليس لونجوورث جيدًا، وظل فوستر على العُملة. تذكر أورتمير إن "رئيس" مكتب دار سك العُملة (روس على الأرجح) اعترض على التصميم العكسي، ولم يعجبه وضع أرجل الإلهة. في كتابه اللاحق، أكد سوياتيك أن جمعية ميليش مارست ضغوطًا على وزارة الخزانة للموافقة على تصميم أورتماير.
تلقت دار سَك العُملة في فيلادلفيا النماذج من أورتماير. في 23 مايو/أيار، أرسل المشرف عليها، إدوين دريسيل، إلى أوريلي مُذكرة من النقاش الرئيسي جون ر. سينوك، تنص على إن نماذج النحات كانت بارزة للغاية، اقترح أن يأتي أورتمير إلى الدار لِمناقشة المسألة. في رسالة من أوريلي إلى ميليش في 18 يونيو/حزيران، ورد إنه بعد إجراء بعض التعديلات، كتب سينوك إن العُملة المعدنية كانت عند أقصى حد من النقش البارز الذي يُمكن للدار سكه، إن من المُتوقع اختبار قوالب قطعة سينسيناتي من خلال سك ضربات تجريبية في أوائل يوليو/تموز.

## تصميم

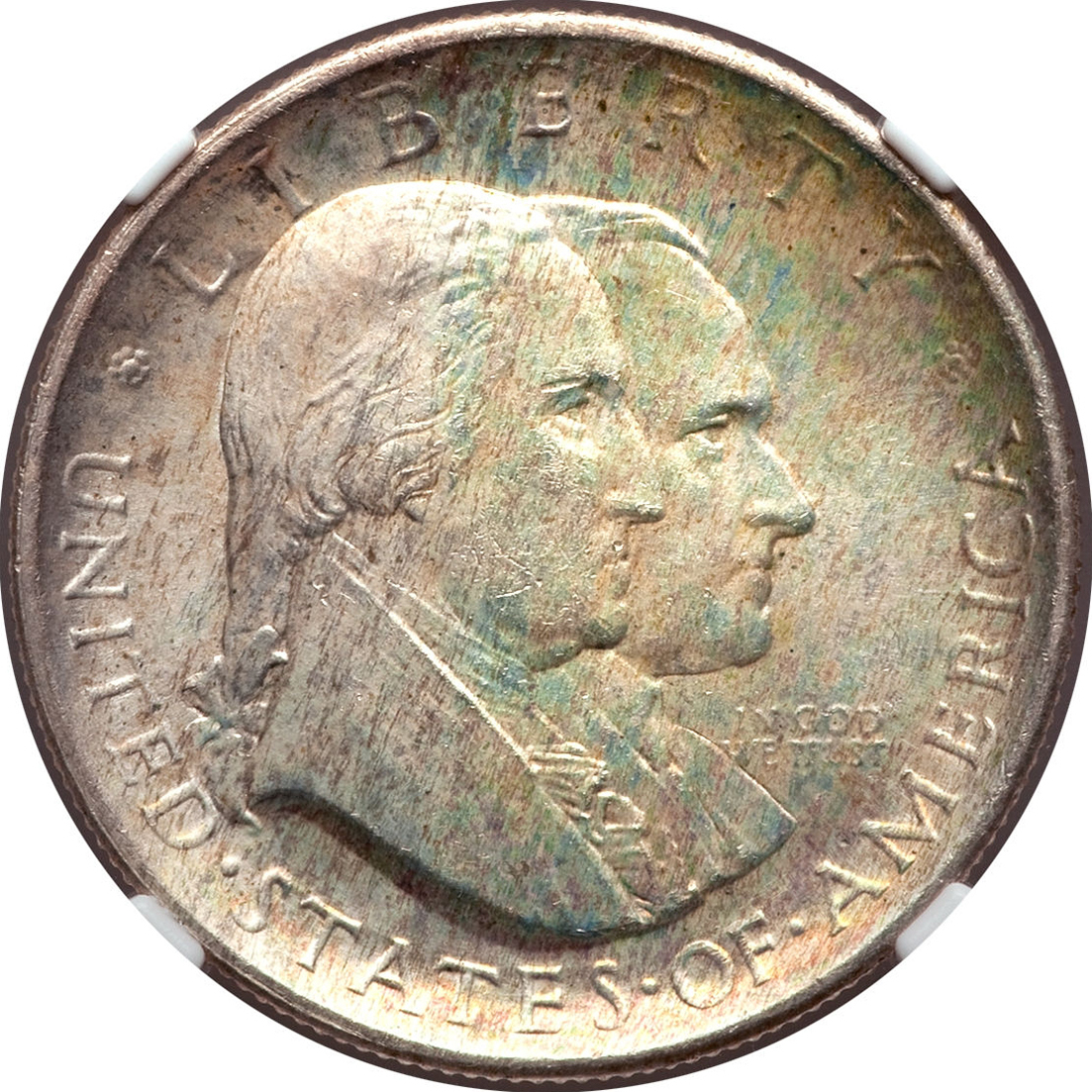
قام كورنيليوس فيرمول بمقارنة عملة سينسيناتي مع نصف الدولار الذي يعود إلى عام 1500.

يَعرض الوجه الأمامي لنصف الدولار الصادر عن مركز سينسيناتي الموسيقي تمثالًا نصفيًا لستيفن فوستر، متجهًا إلى يمين المشاهد، تحته، الكلمات "ستيفن فوستر، شاعر أمريكا المتجول". أُخذت هذهِ العبارة من سيرة ذاتية لفوستر نُشرت في وقت سابق من ثلاثينيات القرن العشرين. الأحرف الأولى من اسم الفنان، "CO"، موجودة على يسار فوستر. يَظهر اسم البلد والفئة بالقرب من الحافة. يَظهر على الوجه الآخر شخصية راكعة، المقصود منها أن تكون إلهة الموسيقى. في الجزء العلوي الأيسر من الحقل، أو الخلفية، يوجد التأريخ 1886، في الجزء السفلي الأيمن 1936، وتحت الأخير علامة الدار (ما لم تكن قد ضربت في فيلادلفيا، التي لم تَستخدم علامة دار سك العُملة آنذاك). تركع الإلهة على الشعارات التي يتطلب القانون ظهورها، وبالقرب من الحافة يوجد "سينسيناتي مركز الموسيقى الأمريكية".
حظي التصميم بتعليقات من المهتمين بالعُملات المعدنية. أشار فرانك دافيلد، محرر مجلة الجمعية الأمريكية لعلم العملات، في عدد أكتوبر/تشرين الأول 1936، إلى إن الهواة كانوا ينتظرون العُملة بفارغ الصبر بسبب الإعلان عن إنها ستحمل صورة فوستر، لكن "عندما ظهرت أخيرًا، سمعنا العديد من التعبيرات عن الموافقة على التصميمات و بعض الانتقادات... فوستر يستحق تمثال نصفي أفضل من الذي قدمه لنا الفنان.. القيثارة ذات الأوتار الأربعة التي تحملها الإلهة في يدها لا تتناسب مع العصر أو المناسبة... بعد كل هذه السنوات، استحقت الموسيقى شيئًا أفضل." وافق تاجر العُملات بي ماكس ميل، في دراسته عن العُملات التذكارية المنشورة عام 1937، على انتقادات الوجه الآخر،"يبدو إن هذه القيثارة ربما شُريت من متجر بـ 5 سنتات و 10 سنتات لأنها تبدو وكأنها لعبة فقط".
انتقد مؤرخ الفن كورنيليوس فيرمول، في مجلده الصادر عام 1971 عن العُملات والميداليات الأمريكية، الفن النقدي في أمريكا، تصميم أورتماير:
تفاصيل وأسلوب هذه العُملة يعكسان الكتابة الرفيعة و الأسطح الضعيفة التي تميز مدرسة جون سينوك، كما يَظهر في نصف الدولار الفيلادلفي الذي أصدر بمناسبة الذكرى المئوية الـ 150 في عام 1926. الأسطح مغطاة بطبقة لامعة أو مصقولة، و تبدو العُملة كأنها قد تآكلت قليلاً. تمثال ستيفن فوسر على الوجه الأمامي للعُملة يظهر بشكل مشوَّه أو مضغوط، بينما "إلهة الموسيقى" تبدو مشابهة لراقصة تعاني من تشنجات.

## الإصدار والتوزيع والتجميع
سُك 15000 قطعة نقدية في يوليو 1936. في دار سك النقود في فيلادلفيا و دينفر، انتج 5005 قطعة، و 5006 قطعة في سان فرانسيسكو، مع الفائض من الآلاف الزوجية التي احتفظ بها للفحص و الاختبار في اجتماع لجنة الاختبار الأمريكية عام 1937. جُمع أول 200 قطعة من كل دار سك في مجموعات من ثلاثة، مع رسالة موثقة من ميليش تشهد على عدد العُملات المعدنية التي كانت عليها. و أرسل ميليش العديد من هذه المجموعات الخاصة إلى المسؤولين الحكوميين.

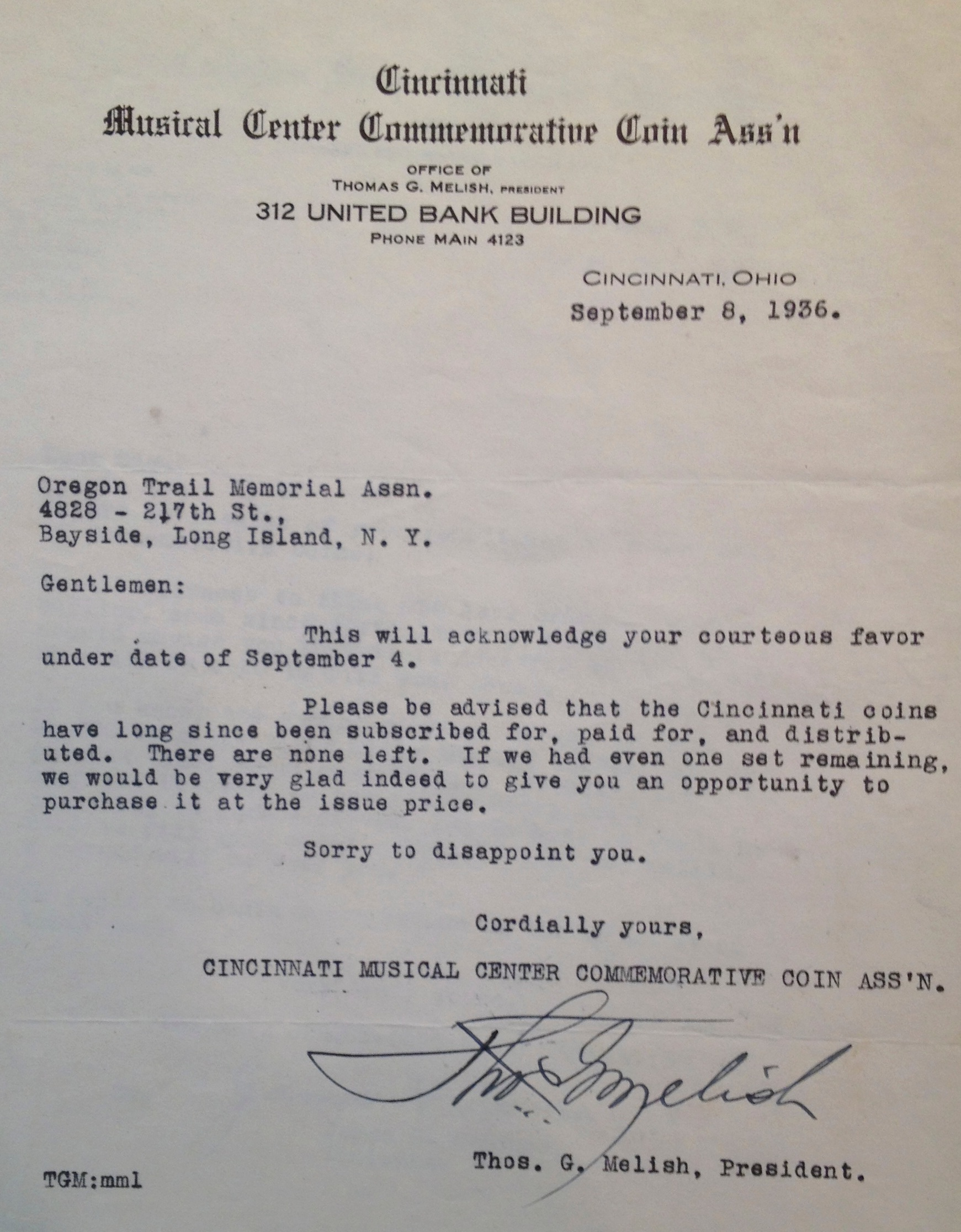
رسالة من ميليش إلى المشتري المحتمل لنصف الدولار

تلقى ميليش استفسارات من هواة جَمع المجلات منذ أن وقع روزفلت على التشريع، و لكن منذ منتصف شهر مايو، لم يتلق أولئك الذين كتبوا سوى بطاقات بريدية تُفيد بأن العدد الجديد كان مكتظًا. كان صيف عام 1936 هو ذروة طفرة العُملات التذكارية، و أعلن ميليش إن القطع الجديدة ستُباع في مجموعات من ثلاث قطع حسب علامة الدار مقابل 7.75 دولار (سعر مرتفع في ذلك الوقت). إرسلت نماذج الطلبات الفارغة إلى أولئك الذين كتبوا في وقت مبكر، و سرعان ما بيعت هذه النماذج الفارغة مقابل 10 دولارات. و مع ذلك، لم ينجح سوى عدد قليل من هواة الجمع في تلبية طلباتهم، حيث استعاد معظمهم دفوعاتهم لأن العُملات المعدنية قد بيعت على ما يبدو. قفز سعر المجموعات بسرعة إلى 40 دولارًا. على هذا المستوى المرتفع، ثبت إن العديد من العُملات المعدنية متاحة. صرح عالم العُملات ديفيد باورز إن هذه القطع النقدية على الأرجح بيعت سراً من قبل ميليش و بعض المطلعين الآخرين. كما سمح ميليش لمصدري نصف الدولار الذي أصدرته مقاطعة يورك في ولاية ماين بمناسبة الذكرى المئوية الثالثة، بشراء عدة مجموعات منه بسعر الإصدار الأصلي- كان بإمكان أفراد الجمهور طلب مجموعة واحدة على الأكثر بهذا السعر. في المقابل، سعى إلى شراء تلك العُملة التذكارية و غيرها بكميات تفوق الحد الأقصى للطلب المعتاد. مع ذلك، عندما حاولت جمعية أوريغون تريل التذكارية، التي أصدرت نصف الدولار الطويل الأمد تكريمًا للمسار، شراء مجموعة، رد ميليش بأنها نفدت.
بِحلول شهر ديسمبر/كانون الأول، سوق العُملات التذكارية وصل إلى أدنى مستوياته، و وجد التجار الذين اشتروا كميات منها أنفسهم غير قادرين على التخلص منها و تحقيق ربح. بحلول عام 1940، كانت مجموعات العملات المعدنية تُباع بسعر 15 دولارًا للمجموعة الواحدة. و بعد ذلك تعافوا، وبحلول أوائل الستينيات وصل سعر المجموعة إلى 100 دولار، بحلول عام 1975 وصل سعر المجموعة المكونة من ثلاث قطع إلى 550 دولارًا. في ذروة طفرة العُملات التذكارية الثانية في عام 1980، بيعت المجموعة بمبلغ 2250 دولارًا أمريكيًا. يُدرج كتاب دليل RS Yeoman للعُملات المعدنية للولايات المتحدة، الذي نُشر في عام 2015، المجموعات بسعر يتراوح بين 875 دولارًا و 2700 دولارًا اعتمادًا على الحالة. صُنفت العُملات الفردية بسعر يبلغ حوالي ثلث الأسعار المحددة.

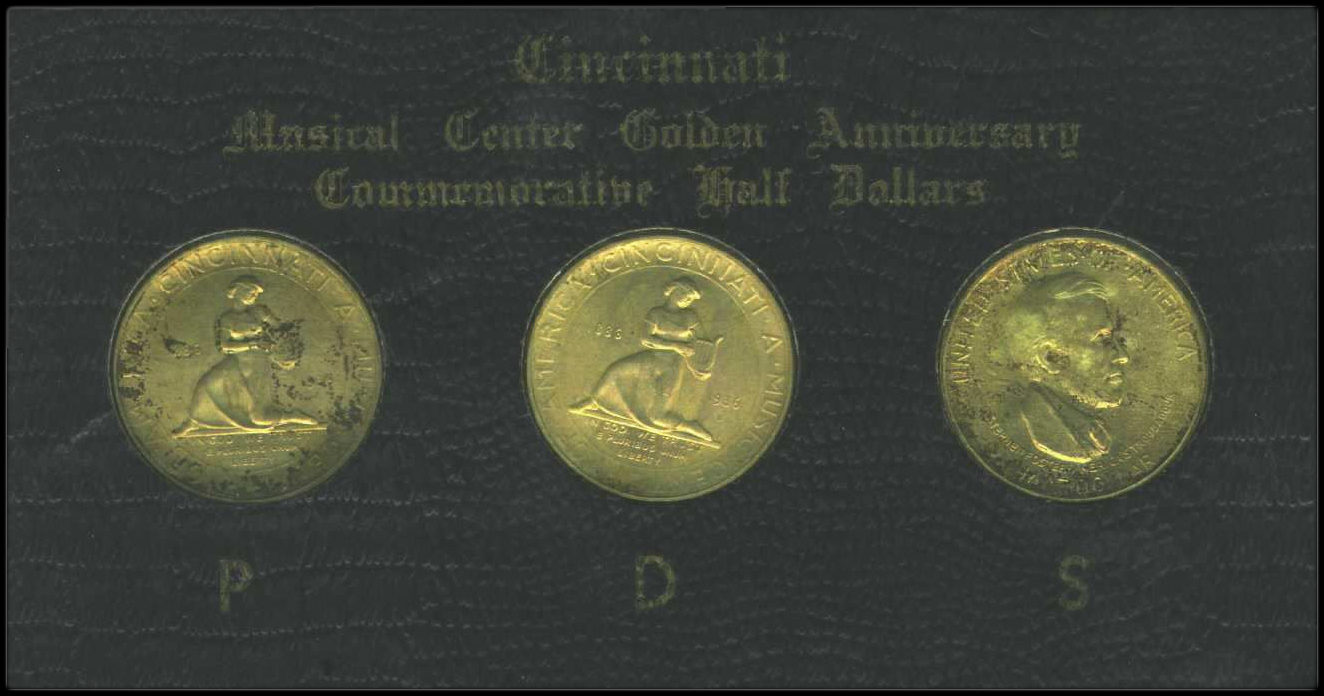
مجموعة سينسيناتي في حامل الإصدار

لم تكن ظروف الإصدار واضحة في البداية: كتب ميهل إن العُملة المعدنية كانت لتكريم الذكرى السنوية الخمسين لـ"مركز سينسيناتي الموسيقي" الذي "تأسس في عام 1886" و أن "المجموعات لم تصل إلى كل من أرادها إما من خلال التوزيع الجيد أو الطلب الكبير". كُتاب العُملات اللاحقون قاسيين على ميليش؛ حيث اعتبر سوياتيك إن العُملة المعدنية صدرت بسبب "ادعاءات كاذبة" نيابة عنه. صرح كيفن فلين، في مجلده عن القطع التذكارية، إن قطعة سينسيناتي "صُنعت من أجل الربح و الجشع". يُشير سوياتيك و برين في كتابهما الصادر عام 1988 إلى أن مجموعة ميليش "لم يكن لديها سوى فكرة واحدة في ذهنها: إثراء نفسها من خلال نشر و توزيع عدد محدود يمكن للمضاربين تسعيره في المدار".

مع نجاح هذا الإصدار، حاول ميليش إقناع الكونغرس بالموافقة على القطع التي يعود تأريخها إلى عام 1937؛ لكنه لم ينجح. لقد نجح في جعل الكونغرس يسمح بإصدار عُملة تذكارية أخرى تحت سيطرته، و هي نصف دولار كليفلاند المئوية لعام 1936. في عام 1942، عندما عقدت الجمعية الأمريكية للمهندسين المعماريين مؤتمرها السنوي في سينسيناتي، استضافت ميليش جناحًا للضيافة. و أطلق عليه اسم "عرين القراصنة"، كان يضم لوحات كُلف برسمها، تصور تجار العُملات المعدنية و شخصيات علم العُملات الأخرى في ملابس القراصنة. وفقًا لباورز، "تجاهل حقيقة إن أعظم قرصان على الإطلاق كان بالتأكيد ميليش نفسه، الذي بلا شك عالج العديد من ضيوفه بأموال أخذت منهم قبل بضع سنوات في بيع مجموعات سينسيناتي!"
1. ↑  Biennial for much of its history

### فهرس
- Bowers، Q. David (1992). Commemorative Coins of the United States: A Complete Encyclopedia. Wolfeboro, NH: Bowers and Merena Galleries, Inc.
- Flynn، Kevin (2008). The Authoritative Reference on Commemorative Coins 1892–1954. Roswell, GA: Kyle Vick. OCLC:711779330.
- Horning، Charles D. (Winter–Spring 1993). "1936 - 34 - $56.47". The Commemorative Trail: The Journal of the Society for U.S. Commemorative Coins ع. 3: 26–33.
- House Committee on Coinage, Weights and Measures (17 فبراير 1936). To Authorize the Coinage of 50-cent Pieces in Commemoration of the Fiftieth (Golden) Anniversary of Cincinnati, Ohio, as a Center of Music, and its Contribution of the Annual May Festival to the Art of Music for the Past 50 Years. Washington, D.C.: U.S. Government Printing Office.
- Mehl، B. Max (1937). The Commemorative Coinage of the United States. Fort Worth, TX: B. Max Mehl.
- Slabaugh، Arlie R. (1975). United States Commemorative Coinage (ط. second). Racine, WI: Whitman Publishing. ISBN:978-0-307-09377-6.
- Starck، Jeff (29 مارس 2010). "Cincinnati Music Center Coin Designer Has Varied Career". Coin World. Sidney, OH: Amos Press. ص. 56, 58, 80.
- Swiatek، Anthony (2012). Encyclopedia of the Commemorative Coins of the United States. Chicago: KWS Publishers. ISBN:978-0-9817736-7-4.
- Swiatek، Anthony؛ Breen، Walter (1981). The Encyclopedia of United States Silver & Gold Commemorative Coins, 1892 to 1954. New York: Arco Publishing. ISBN:978-0-668-04765-4.
- Taxay، Don (1967). An Illustrated History of U.S. Commemorative Coinage. New York: Arco Publishing. ISBN:978-0-668-01536-3.
- Vermeule، Cornelius (1971). Numismatic Art in America. Cambridge, MA: The Belknap Press of Harvard University Press. ISBN:978-0-674-62840-3.
- Yeoman، R.S. (2015). دليل العملات المعدنية الأمريكية (ط. 1st Deluxe). Atlanta, GA: Whitman Publishing. ISBN:978-0-7948-4307-6.

قالب:Coinage (United States)
قالب:Stephen Foster